# Oskar Pfister
Oskar Pfister (23 de fevereiro de 1873 - 6 de agosto de 1956) era um ministro luterano suíço e psicanalista leigo natural de Wiedikon. Ele é lembrado por seus esforços envolvendo a aplicação da psicanálise na ciência da educação, bem como seu sistema de crenças em uma síntese da psicologia e da teologia.

## Biografia
Oskar Pfister era filho do pastor reformado Johannes Pfister (1838-1876) e da professora de piano Luise, nascida Pfenninger (1843-1918) e nasceu em Zurique-Wiedikon como o caçula de quatro irmãos. Após a morte do pai em março de 1876, a mãe, que veio de uma família pietista, mudou-se para a comunidade dos Irmãos Morávios de Königsfeld im Schwarzwald, em Baden.
Pfister estudou teologia, filosofia e psicologia na Universidade de Zurique e na Universidade de Basileia, graduando-se em 1898 na faculdade filosófica. Em 1898, tornou-se professor da Faculdade de Filosofia da Universidade de Zurique sobre a filosofia da religião de Alois Emanuel Biedermann, tendo se doutorado com sua dissertação sobre psicologia e filosofia religiosa: Die Genesis der Relionsphilosophie A. E. Biedermanns (A Origem da Filosofia Religiosa de A. E. Bidermanns). Pfister manteve relações com os socialistas religiosos de Leonhard Ragaz. Ele se tornou pastor, servindo em Wald (cantão de Zurique), até que se mudou para Zurique em 1902, como pastor da paróquia Prediger, mantendo o ministério pastoral até 1939. Pfister foi introduzido à psicanálise por intermédio de Carl Gustav Jung, que foi seu supervisor, e então iniciou contato com Freud, com quem se encontrou em 1909, escrevendo uma série de cartas em que correspondia sobre o seu interesse no novo campo da análise psicológica para melhor guiar almas e orientar as crianças em seu serviço de igreja.
Pfister tornou-se assim pioneiro da psicologia suíça moderna, pertencente a um círculo psicanalítico em Zurique, centrado em Eugen Bleuler e Carl Jung. Em 1919, ele formou a Sociedade Suíça de Psicanálise. Embora o psiquiatra Emil Oberholzer tenha fundado uma Sociedade Médica Suíça para a Psicanálise em 1928, Pfister manteve o grupo que havia iniciado, defendendo a posição de Sigmund Freud na análise leiga que o grupo de Oberholzer rejeitou.
Como um dos primeiros associados de Freud, manteve uma correspondência contínua com ele de 1909 a 1939 (o ano da morte de Freud). Pfister acreditava que a teologia e a psicologia eram disciplinas compatíveis e defendia o conceito de um "Eros cristão". Ele estava especialmente interessado nos conceitos de Freud sobre o Complexo de Édipo, a ansiedade de castração e a sexualidade infantil. Dentre suas contribuições próprias ao campo, Pfister é considerado fundador da educação psicanalítica, que daria origem à posterior análise infantil; seu livro O Método Psicanalítico (1913) foi atribuído por Freud como a primeira obra sistemática de apresentação da psicanálise e seu desenvolvimento histórico. Pfister ressalta na obra que o conceito de sexualidade na psicanálise não se refere apenas às relações sexuais, e que a teoria da libido sofreu erroneamente acusações de críticos que a consideravam pansexualista; para evitar confusão com o conceito, Pfister adotou em sua obra o termo "psicossexualidade", como representação de todos os fenômenos de Liebe (amor) ou Eros. Pfister defendia para os processos psíquicos uma força vital única ao invés do sistema pulsional duplo proposto por Freud, e considerava a energia amorosa como fonte de todas as manifestações psíquicas: a pulsão de morte, por exemplo, seria apenas uma diminuição da vitalidade do eros, que geralmente ocorre na velhice.
Freud chega a citar Pfister em seu Psicologia das Massas como uma das contribuições à consideração da libido como Eros abrangente, e é possível que Jung tenha sido influenciado pela teoria da libido de Pfister, pois, segundo Herman Westerink, este considerava-a como uma potência da vontade direcionada a uma meta de realização de um "plano de vida inconsciente", de um "absoluto autocontrole" e da harmonização do consciente e inconsciente em uma personalidade autônoma, com objetivo moral, já esboçando essas tensões em 1904, além de antecipar também em seus escritos a consideração da tendência sublimatória vital e criativa da libido.
Do ponto de vista religioso, Pfister advogou um retorno ao que via como os ensinamentos fundamentais originais de Jesus Cristo. Religião, para ele, era defesa contra a neurose. Quando Freud publicou seu repúdio a toda religião em seu livro O Futuro de uma Ilusão, Pfister rebateu-a em "A Ilusão de um Futuro", crítica que foi bem recebida por Freud e que não lhes prejudicou a amizade, com Pfister chamando-o em uma carta de "amado adversário". Para Pfister, a religião no início pode ter características neuróticas obsessivas-compulsivas, mas ele considerava que a religiosidade evolui, livrando-se de cerimonialismos e tornando-se instrumento libertador ao indivíduo, ao se oferecer o amor como contraponto à culpa e poder conciliar os desejos com a realidade moral, espelhada nos exemplos de superação vistos em Jesus:
Jesus venceu a neurose coletiva de seu povo introduzindo no centro da vida o amor que, na verdade, é moralmente purificado. Na sua concepção de pai, totalmente purificada das toxinas da ligação edípica, constatamos que foram totalmente vencidos a heteronomia e todo o constrangimento das amarras. O que se exige das pessoas não é outra coisa senão aquilo que corresponde à sua essência e sua vocação verdadeira, o que favorece o bem comum e – para também dar lugar ao ponto de vista biológico – uma saúde máxima do indivíduo e da coletividade.
Em seu trabalho clínico, Pfister utilizava as técnicas psicanalíticas de interpretação, mas buscava desempenhar uma relação afetuosa através da transferência que ele chamava de "salvação pelo amor" (Erlösung der Liebe), sintetizando as pulsões na idealização positiva, diferente da frieza analítica recomendada por Freud. Além de um pioneiro na psicoterapia em cuidado pastoral, Pamela Cooper-White considera-o talvez o primeiro trabalhador social cristão em seu empenho de aliviar condições sociais injustas levando-se em consideração a situação das famílias e das crianças. Pfister despertou o interesse da psicanálise em seu amigo Albert Schweitzer, com quem correspondia.
Pfister também contribuiu à ideia, aceita na psicanálise posteriormente, de que não ocorre recalque psicológico apenas para impulsos inferiores do id, mas também há recalcamento ético-moral de pensamentos do superego.

Mesmo após o rompimento de Jung com Freud e com as diferenças sobre o pensamento religioso, Pfister permaneceu fiel colaborador de Freud dentro da articulação da psicanálise, divulgando em diversos países cursos e conferências para leigos e professores, em geral teólogos e pedagogos. Freud sendo ateu, Pfister considerava-o um verdadeiro cristão, pois via que ambos tinham o mesmo interesse na cura das almas, e mantiveram longa amizade, tendo Pfister partilhado do convívio no lar da família de Freud até o fim da vida. Como sacerdote que conciliou religião com psicanálise e que acreditava em Darwin, manteve sua fé e humanismo mesmo com os discursos científicos e críticos da área, chegando a abalar Freud e conquistando-lhe admiração:
"com relação à possibilidade da sublimação para a religião só me resta invejá-lo, de um ponto de vista terapêutico"
O Prêmio Oskar Pfister é concedido pela Associação Americana de Psiquiatria, com a Associação de Capelães Profissionais, por contribuições significativas no campo da religião e da psiquiatria.

## Escritos selecionados
- Psychoanalysis & Faith: the Letters of Sigmund Freud & Oskar Pfister (1909-39)
- 1910: Die Frömmigkeit des Grafen Ludwig von Zinzendorf
- 1917: The Psychoanalytic Method; Charles Rockwell Payne (tradutor)
- 1944: Das Christentum und die Angst: Eine religionspsychologische, historische und religionshygienische Untersuchung
- 1948: Christianity and Fear (tradução de Das Christentum und die Angst)